# 小林初花
小林 初花（こばやし はつか、1990年3月19日 - ）は、日本のAV女優。ピースプロモーション所属。

## 略歴・人物
2008年にAVデビュー。高身長・超美脚のギャル系の女優である。

## 出演作品

### アダルトビデオ
2008年
- 伊豆長岡温泉で見つけたお嬢さん タオル一枚 男湯入ってみませんか？（9月4日、SODクリエイト）共演:杏ののか ほか
- 第2回 史上最強ギャル キャットファイトグランプリ!! 予選ラウンド（9月4日、GARCON）共演:愛音ゆう、沢尻もも美、桜井真央 ほか
- ザ・カメラテスト 59 着替えたらお汁が溢れてきたよ コスプレすると感度が違うの! あっまたイッちゃう～!!（9月11日、アテナ映像）オムニバス作品 他出演:愛原さくら、鹿島くるみ、南里綾、花園理沙
- NH○ 全裸教育テレビ vol.2（9月18日、SODクリエイト）共演:椎名りく、藍花、安藤なつ妃、浅岡沙希、紫月、竹内加奈子、霧島奈緒子、七咲楓花、三島つばさ、月島愛、三上風香、藤崎もえ、河本愛
- 狂乱アクメ 執行番号 36（9月20日、プレステージ）
- ヒロイン陵辱 Vol.14 アイ・シャドー編（10月24日、GIGA）
- 美少女の足裏 9（11月5日、フリーダム）オムニバス作品 他出演:楓まお、吉井花梨、細川まり、鈴鳴あんり、真島みゆき、竹内順子、柚葉翼、大塚咲、花野真衣
- 超美脚（11月20日、アキノリ）
- WCGF4U 2 Welcome to Candid Girls' Fucks for You!（11月21日、エッチアールシー）
- THE FETISH OF 女子校生黒タイツ evolution（12月5日、エッチアールシー）共演:葉月里彩、雨宮ゆん、藤沢まあさ
- ジーンズ娘しか見たくない! 4時間（12月5日、TMA）オムニバス作品 他出演:つぼみ、向坂美々、森野琴梨、東野愛鈴、みづき伊織、星野梨緒、あすかみみ
- 美脚金蹴り 女教師に蹴られて悶絶する男達（12月5日、フリーダム）共演:鈴木杏里、中川茅乃、村上里沙
- 女教師校内強制ペニバン責め（12月5日、フリーダム）共演:鈴木杏里、中川茅乃、村上里沙
- 女教師美脚スパルタ指導（12月5日、フリーダム）共演:鈴木杏里、中川茅乃、村上里沙
- ニ○ニコ動画で話題沸騰中!!スーハー顔（12月18日、アキノリ）オムニバス作品 他出演:長澤リカ、中川茅乃、鈴木杏里、あすかりの、矢沢りん、葉月奈穂、花野真衣、平瀬ゆり、村上里沙、竹内順子、青山花梨、柚木ひかる、藍花、星優乃、YOKO、鈴木千里
- おはズボッ!誰だか知らないけどそんなに突いたらおかしくなっちゃう!（12月31日、アテナ映像）オムニバス作品 他出演:安田美樹、作田幸、夏川あさみ、坂田みかげ、細川まり

2009年
- 女子校生の生中出ししか見たくない! 4時間 2（1月23日、TMA）オムニバス作品 他出演:あすかみみ、向坂美々、つぼみ、東野愛鈴、星野梨緒、みづき伊織、森野琴梨
- 電気按摩地獄（2月5日、フリーダム）他出演:鈴木千里、中川茅乃、YOKO、星優乃、鈴木杏里、村上里沙、辻さき
- NAMANAKA GALS ON LIVE 3（6月26日、ピエロ）オムニバス作品 他出演:合沢萌、葉月るい
- NAKEDアクメ 真・女体淫情改造計画（8月22日、ベイビーエンターテイメント）オムニバス作品 他出演:藤子、涼、小鳥遊恋
- Honey Pot 04 HATSUKA（10月1日、ReVIVAL）※「RED HOT FETISH COLLECTION 71 初花」の修正版。

### イメージ作品
- 感じる脚と尻 めくられるお嬢様バレリーナ（心交社）